# Walter Johannes Lindner
Walter Johannes Lindner (* 25. November 1956 in München) ist ein deutscher Diplomat im Ruhestand.

## Leben
Nach dem Abitur 1976 absolvierte Lindner den Zivildienst, anschließend ein (nicht abgeschlossenes) Musikstudium am Richard-Strauss-Konservatorium und der Joe Haider Jazz School in München sowie in Graz und an der Berklee Jazz School in Boston und unternahm 1977 eine Weltreise. Anschließend studierte er bis 1986 Rechtswissenschaften mit Nebenfach Politologie und Spanisch an der Ludwig-Maximilians-Universität München. Von 1986 bis 1988 absolvierte er sein Referendariat in München und arbeitete daneben als Übersetzer für Spanisch und Portugiesisch. 
Lindner ist in zweiter Ehe verheiratet und hat eine Tochter. Er ist Mitglied der SPD und spricht Englisch, Französisch, Spanisch, Portugiesisch sowie Türkisch. Er ist aktiver Musiker, Arrangeur sowie Musikproduzent und hat sechs CDs veröffentlicht. Er beherrscht folgende Instrumente: Klavier, Flöte, Saxophon und Gitarre. Seine langen Haare trägt er häufig als Pferdeschwanz gebunden.

## Laufbahn
Nach dem Eintritt in den Diplomatischen Dienst 1988 folgten Verwendungen bis 1990 als Attaché in der Rechtsabteilung des Auswärtigen Amtes in Bonn sowie bis 1992 als Pressereferent an der Botschaft in Ankara. Von 1992 bis 1995 war Lindner Ständiger Vertreter des Botschafters in Managua (Nicaragua). Nach einer weiteren Verwendung im Auswärtigen Amt (Referent im Pressereferat) war er von 1998 bis 2001 Botschaftsrat bei der Ständigen Vertretung der Vereinten Nationen in New York. Von 2001 bis 2002 war er Stellvertretender Leiter des Referats GF 08 (Arbeitsstab Menschenrechte) im Auswärtigen Amt. Von 2002 bis 2006 war Lindner Sprecher des Auswärtigen Amtes in Berlin unter dem Minister Joschka Fischer, danach von 2006 bis 2009 Botschafter der Bundesrepublik Deutschland in Kenia. Die Zuständigkeit (Akkreditierung) umfasste zugleich die Vertretung in den Staaten Somalia, Burundi und Seychellen. 
Von 2009 bis 2010 leitete er das Krisenreaktionszentrum im Auswärtigen Amt, bevor er als Nachfolger von Matthias Mülmenstädt vom November 2010 bis Juni 2012 Beauftragter für Afrika-Politik im Auswärtigen Amt war. Ab Juli 2012 war er deutscher Botschafter in Venezuela. Am 1. Oktober 2014 wurde er zum Sonderbeauftragten der Bundesregierung für Ebola ernannt. Seine Berufung als Botschafter in Venezuela ruhte für die Dauer dieser zeitlich begrenzten Aufgabe. Von Juli 2015 bis Anfang 2017 war Walter Lindner Botschafter in Pretoria (Südafrika) mit einer Nebenakkreditierung für Lesotho und Eswatini. Von Februar 2017 bis Februar 2019 war er Staatssekretär im Auswärtigen Amt.
Im April 2019 löste er Martin Ney als Botschafter an der deutschen Botschaft in Indien ab. Sein offizieller Besuch der radikal-hinduistischen bzw. faschistischen Organisation Rashtriya Swayamsevak Sangh im Juli 2019 löste Proteste und eine Online-Petition mit der Forderung nach seiner Abberufung als Botschafter aus. Diese fand jedoch (Stand Juni 2020) weniger als 5.000 Unterstützer. In einem Interview der Zeitschrift The Week antwortete Lindner auf die Kritik.
Im Sommer 2022 folgte ihm Philipp Ackermann auf dem Posten des Botschafters in Neu Delhi nach. Nach dem Ende seiner Dienstzeit schrieb er 2024 gemeinsam mit Heike Wolter das Buch Der alte Westen und der neue Süden. Was wir von Indien lernen sollten, bevor es zu spät ist.